# Obsjtina Trekljano
Obsjtina Trekljano (bulgariska: Община Трекляно) är en kommun i Bulgarien.   Den ligger i regionen Kjustendil, i den västra delen av landet, 60 km väster om huvudstaden Sofia. Antalet invånare är 321.
Följande samhällen finns i Obsjtina Trekljano:
- Trkljano

I omgivningarna runt Obsjtina Trekljano växer i huvudsak lövfällande lövskog. Runt Obsjtina Trekljano är det mycket glesbefolkat, med 4 invånare per kvadratkilometer.